# Camptomyia calcarata
Camptomyia calcarata är en tvåvingeart som beskrevs av Boris Mamaev 1964. Camptomyia calcarata ingår i släktet Camptomyia och familjen gallmyggor. Arten är reproducerande i Sverige. Inga underarter finns listade i Catalogue of Life.